# وادي القاعدة (حارة)

تعديل مصدري - تعديل

وادي القاعدة إحدى حارات مدينة القاعدة بمحافظة إب، بلغ تعداد سكانها 2129 نسمة حسب تعداد اليمن لعام 2004.